# Hans Boelsen
Drjur. Drrer.pol. Hans Boelsen (né le 6 mars 1894 à Emden et mort le 24 octobre 1960 à Francfort-sur-le-Main) est un Generalleutnant allemand qui a servi au sein de la Heer dans la Wehrmacht pendant la Seconde Guerre mondiale.
Il a été récipiendaire de la croix de chevalier de la croix de fer. Cette décoration est attribuée pour récompenser un acte d'une extrême bravoure sur le champ de bataille ou un commandement militaire avec succès.

## Biographie
Pendant la Première Guerre mondiale, Boelsen s'engage comme volontaire dans le 110e régiment de grenadiers (de). Deux mois plus tard, il est brièvement transféré dans le 112e régiment d'infanterie (de), avant que Boelsen ne rejoigne le 5 décembre 1914 le 180e régiment d'infanterie (de) en tant que porte-drapeau. Au cours de la guerre, il est engagé avec le régiment exclusivement sur le front occidental où il fait office de chef de section. Entre-temps, Boelsen a été promu lieutenant le 21 juin 1915 avec le brevet du 19 décembre 1913. En tant que tel, il est muté le 17 janvier 1917 dans le 476e régiment d'infanterie. Ce régiment a été reconstitué sur le terrain d'entraînement militaire de Münsingen sur ordre du ministère de la guerre du Wurtemberg. Après la mobilisation du régiment le 1er mars 1917, il est transféré sur le front ouest. Boelsen y exerce les fonctions d'adjudant de bataillon et d'officier d'ordonnance auprès de l'état-major du régiment. C'est dans cette fonction qu'il est affecté à l'état-major de la 242e division d'infanterie (wurtembergeoise) à partir du 1er août 1918. Ses prestations ont été récompensées par l'attribution des deux classes de la croix de fer. En outre, Boelsen reçoit le 11 janvier 1918 la croix de chevalier de l'ordre du Mérite militaire du Wurtemberg.
Hans Boelsen est capturé en mars 1945 par les forces alliées du Front d'Ouest et reste en captivité jusqu'en 1947.

## Décorations
- Croix de fer (1914)
  - 2e classe (11 avril 1915)
  - 1re classe (18 août 1917)
- Insigne des blessés (1914)
  - en Noir (6 juin 1918)
- Croix d'honneur (8 février 1935)
- Agrafe de la croix de fer (1939)
  - 2e classe (20 mai 1940)
  - 1re Classe (28 juin 1941)
- Insigne des blessés (139)
  - en Argent (10 septembre 1941)
- Insigne de combat d'infanterie en Bronze (18 octobre 1941)
- Médaille du Front de l'Est
- Agrafe de la liste d'honneur de l'armée (18 août 1943)
- Croix allemande en or (17 novembre 1941)
- Croix de chevalier de la croix de fer
  - Croix de chevalier le 17 septembre 1943 en tant que Oberst et commandant du Panzergrenadier-Regiment 111[1]